# Luigi Rolland
Luigi Rolland (Roma, 1852 – 1921) è stato un architetto italiano.

## Biografia
Rolland nacque a Roma nel 1852, si formò scolasticamente al Collegio Romano e tecnicamente in Belgio laureandosi in scienze matematiche e ingegneria, per poi tornare a Roma.
Nel 1890, insieme ad altri due soci, Augusto Bulla e Giuseppe Basilici, aveva costituito la Società immobiliare Bulla-Basilici-Rolland, attiva in quello scorcio di secolo per la costruzione di alcuni edifici nei quartieri romani Prati e Nomentano. Collaborò con Giulio Podesti alla realizzazione del Policlinico Umberto I; tra le sue opere il palazzo delle Casse di Risparmio Postali a piazza Dante (1912), il Teatro Adriano (1898) e numerosi villini per l'alta borghesia romana: villino Santini (1903), villino Tomeucci (1904) e villino Michel (1920); portici sul Lungotevere per l'impresa Basilici, magazzini a porta San Lorenzo, fabbricato al quartiere Ludovisi, palazzo dei concorsi a Trastevere, fabbricato a uso albergo in corso Umberto I.
Pur essendo già sposato ebbe una relazione con Maria Giuseppina Moretti da cui nacque l'architetto Luigi Moretti: non potendogli dare il cognome gli dette il proprio nome di battesimo.